# Alphadon
Az Alphadon egy, a késő kréta korban Észak-Amerika területén élt erszényes emlősnem volt. 1929-től napjainkig kilenc különálló fajt soroltak az Alphadon nembe.

## Leírása
Az Alphadont először George Geylord Simpson amerikai paleontológus írta le, néhány állkapocstöredék alapján. A későbbiekben Alphadon maradványok kerültek elő szinte a teljes Észak-Amerika területéről, északon a kanadai Albertáig, délen Új-Mexikóig.
Mivel teljes csontváz még nem került elő, ezért megjelenése, testfelépítése nem teljességgel ismert. Valószínűleg a 30 cm-es hosszúságot érte el és a modern oposszumra hasonlíthatott. Fogazata alapján mindenevő volt, táplálékát képezhették gyümölcsök és rovarok egyaránt.
A fosszíliák alapján valószínűsítik, hogy az Alphadonból alakult ki a paleocén egyik erszényes rágcsálószerű neme, a Peradectes.

## Fajok
Az Alphadon nembe kilenc faj tartozik:
- Alphadon marshi - a típusfaj.
- Alphadon wilsoni - 1969-ben írták le.
- Alphadon halleyi - 1972-ben írták le.
- Alphadon attaragos - 1986-ban írták le.
- Alphadon sahnii - 1986-ban írták le.
- Alphadon clemensii - 1993-ban írták le.
- Alphadon lillegravenii - 1993-ban írták le.
- Alphadon perexiguus - 1994-ben írták le.
- Alphadon eatonii - 1998-ban írták le.

Az 1991-ben felfedezett Nortedelphys jasonit eredetileg szintén Alphadonnak titulálták, de később egy önálló nembe sorolták a Herpetotheriidae családon belül.